# Iresine angustifolia
Iresine angustifolia är en amarantväxtart som beskrevs av Bengt Anders Euphrasén. Iresine angustifolia ingår i släktet Iresine och familjen amarantväxter. Inga underarter finns listade i Catalogue of Life.